# 5769 Michard
Az 5769 Michard (ideiglenes jelöléssel 1987 PL) a Naprendszer kisbolygóövében található aszteroida. CERGA fedezte fel 1987. augusztus 6-án.